# Фэн Фэй
Фэн Фэй (кит. 冯飞, род. декабрь 1962, Дучан, Цзянси) — китайский государственный и политический деятель, секретарь (глава) парткома КПК провинции Хайнань с 14 марта 2023 года и губернатор Хайнани со 2 декабря 2020 года.
Ранее заместитель министра промышленности и информатизации КНР (2015—2016), вице-губернатор провинции Чжэцзян (2016—2020).
Член Центрального комитета Компартии Китая 20-го созыва. Член Центральной комиссии КПК по проверке дисциплины 20-го созыва (с 2022 г.).

## Биография
Родился в декабре 1962 года в уезде Дучан городского округа Цзюцзян, провинция Цзянси. Вступил в Компартию Китая в июле 1985 года.
В сентябре 1981 года поступил на факультет электротехники и автоматизации производства Тяньцзиньского университета, по окончании в сентябре 1985 года получил диплом бакалавра, в 1988 году — диплом магистра в области электросистем и систем автоматизации. Окончил аспирантуру по специальности «системотехника и автоматизация», доктор философии (PhD) по электротехнике после успешной защиты диссертации. С октября 1993 года — научный сотрудник по кафедре электроники пекинского Университета Цинхуа.
В конце 1993 года принят помощником научного сотрудника отдела экономических и технологических исследований Центра исследований развития при Госсовете КНР, в октябре следующего года повышен до младшего научного сотрудника, в ноябре 1995 года назначен заместителем начальника Второго регионального отделения Центра, в октябре 1997 года возглавил Второе региональное отделение. В ноябре 1998 года назначен на должность начальника отдела экономических исследований в промышленности, в сентябре 1999 года получил звание научного сотрудника. В июле 2000 года утверждён в должности заместителя начальника управления промышленных и экономических исследований Центра при Госсовете КНР, в сентябре 2004 года повышен до главы этого управления и оставался в должности в течение следующих 10 лет. В общей сложности на научно-исследовательских должностях Фэн Фэй проработал более 20 лет (с 1993 по 2014 гг.).
В январе 2014 года принят на работу директором департамента промышленной политики в Министерство промышленности и информатизации КНР, в октябре следующего года назначен заместителем министра, одновременно вошёл в состав партийного отделения министерства.
В августе 2016 года направлен в провинцию Чжэцзян на должность вице-губернатора провинции, в апреле следующего года включён в состав Постоянного комитета парткома КПК Чжэцзяна.
2 декабря 2020 года назначен временно исполняющим обязанности губернатора провинции Хайнань, утверждён в должности губернатора на очередной сессии Постоянного комитета Собрания народных представителей провинции.
22 октября 2022 года на заключительном заседании 20-го съезда КПК избран членом Центральной комиссии КПК по проверке дисциплины 20-го созыва.
14 марта 2023 года решением ЦК КПК назначен на высшую региональную позицию секретарём парткома КПК провинции Хайнань.